# 28852 Westonbraun
28852 Westonbraun è un asteroide della fascia principale. Scoperto nel 2000, presenta un'orbita caratterizzata da un semiasse maggiore pari a 2,6255398 UA e da un'eccentricità di 0,0904745, inclinata di 3,83870° rispetto all'eclittica.